# Triathlon Väst
Triathlon Väst är en svensk triathlonklubb från västra Sverige med bas i Göteborg. Klubben bildades 12 september 1989. Klubben är en av Sveriges största triathlonklubbar med ca 200 medlemmar.
Klubben bedriver både elitverksamhet samtidigt som det är en klubb med bred motionsverksamhet. 2010 blev Triathlon Väst utsedd till årets förening av Svenska Triathlonförbundet med motivering " Utdelas till en förening som visat prov på mycket god gemenskap och som jobbat extra hårt för att få fram ungdomar, arrangerat tävlingar eller på annat sätt bidragit till en positiv utveckling av vår idrott."  . 
Klubben har tidigare arrangerat triathlontävlingen Göteborg Triathlon, tävlingen arrangerades senast sommaren 2013.   

## Anders Nilsson-Stipendiet
Varje år delar Triathlon Väst ut Anders Nilsson-stipendiet, till minne av triathleten Anders Nilsson som blev ihjälkörd av en billist 2000 när han var ute och träningspass på cykel. Stipendiet delas ut årligen till en triathlet som tränar och verkar i Anders anda. 

### Stipendiater
| År   | Mottagare              |
| ---- | ---------------------- |
| 2001 | Ted Ås                 |
| 2002 | Kina Gustavsson        |
| 2003 | Roger Berggren         |
| 2004 | Sofie Dovrén           |
| 2005 | Lotta & Rune Johansson |
| 2006 | Teddy Andersson        |
| 2007 | Johan Lundin           |
| 2008 | Christina Björkqvist   |
| 2009 | Stefan Stark           |
| 2010 | Peo Hasselberg         |
| 2011 | Anders Holme           |
| 2012 | Göran Hilmersson       |
| 2013 | Jesper Svensson        |
| 2014 | Henrik Mosén           |
| 2015 | Christina Sundal       |
| 2016 | Torbjörn Wollfram      |
| 2017 | Rami Bladlav           |
| 2018 | David Engel            |
| 2019 | Robert Kallin          |
| 2020 | Jonathan Flod          |
| 2021 | Heleni Sapnara         |